# パフォーム・グループ
スタッツ・パフォーム（Stats Perform、旧称：パフォーム・グループ）は、アメリカイリノイ州・シカゴを拠点としてデジタルプラットフォームを展開している国際スポーツメディア企業。
2019年にアメリカのスポーツデータサービス「スタッツ」がパフォーム・グループ（現・DAZNグループ）から分離独立したB to B（法人向け）事業「パフォーム・コンテンツ」（Perform Content）を買収。名称も「スタッツ・パフォーム」に変更した。
現在アメリカ・シカゴを本拠に、リムリック、ロンドン、香港、東京、北京、バンガロール、ドバイ、デン・ハーグ、メキシコシティ、バルセロナ、ニューヨーク、ロサンゼルスにもオフィスを構えている。

## 歴史
2007年9月、インターネットプロバイダーとスポーツ部門でのモバイルソリューションを展開していた「プレミアムTV」とスポーツのデジタル部門の権利を扱う「インフォーム・グループ」の合併により誕生した。2008年1月に執行役員のサイモン・デンヤー（Simon Denyer）と旧共同CEOのオリバー・スリッパー（Oliver Slipper）の主導により、「PERFORM」へのリブランドが行われた 。
2011年2月にはサッカーを中心としたメディア「Goal.com」を買収。スポーツデータを扱う企業である「RunningBall」 と「Optaスポーツ」 も2011年、2013年にそれぞれ買収を行っている。
2013年、アメリカでの事業とウェブメディアの「スポーティングニュース（Sporting News）」を合併し、「スポーティングニュース・メディア（Sporting News Media）」を設立。PERFORMが株の65％を保有し、「スポーティングニュース」の元々の運営元だった「アメリカン・シティ・ビジネス・ジャーナルズ（American City Business Journals）」は株の35%を保持した。
2014年にワーナー・ミュージック・グループなどを傘下に持つ投資会社であるアクセス・インダストリーズが主要株主となり、11月にはアクセス・インダストリーズの持株比率が42.5%から77%に上昇したことを受けて、ロンドン証券取引所において上場廃止となっている。
2016年には、モータースポーツ、サッカー、バレーボール、ラグビー、格闘技など130以上のコンテンツを配信するインターネット動画配信（OTT=Over The Top）サービス「DAZN」（ダ・ゾーン）の運営をドイツとスイス、オーストリア、日本で開始した。
2019年4月3日、パフォーム・グループのうち、インターネット動画配信（OTT=Over The Top）サービスとして展開してきたDAZNをはじめとして、DAZN Player（「ePlayer」改め）、「Goal.com」、「SportingNews」などの「B to C事業」（一般消費者向けビジネス）を「DAZNグループ」に分離、パフォーム・グループのうち、残るB to B事業（法人向け事業）を「パフォーム・コンテント」（Perform Content）として再編成することとなった。
なお、B to B事業については、イギリスのメディアが、投資ファンド・ビスタ・エクイティ・パートナーズを介してアメリカのスポーツデータサービス「スタッツ」に売却されたと報じている。